# 쓰키나다촌
쓰키나다촌(일본어: 月灘村)은 일본 고치현 하타군에 있던 촌이다. 

## 역사
- 1889년 4월 1일 - 정촌제 시행에 의해 8촌의 구역으로 성립하였다.
- 1957년 2월 11일 - 오우치정과 합병해 오쓰키정이 성립, 동일 쓰키나다촌은 폐지되었다.

## 참고 문헌
- 角川日本地名大辞典編纂委員会,『角川日本地名大辞典 39 高知県』1983, 角川書店